# Wimentyna
Wimentyna (ang. vimentin) – białko cytoszkieletu eukariontów tworzące filamenty pośrednie typu III. U człowieka kodowane jest przez gen VIM w locus 10p13. Cytrulinowanej formie wimentyny przypisuje się rolę autoantygenu mogącego odgrywać rolę w patogenezie reumatoidalnego zapalenia stawów, a ocena ilościowa autoprzeciwciał przeciw cytrulinowanej wimentynie bywa stosowana pomocniczo w diagnostyce tej choroby.

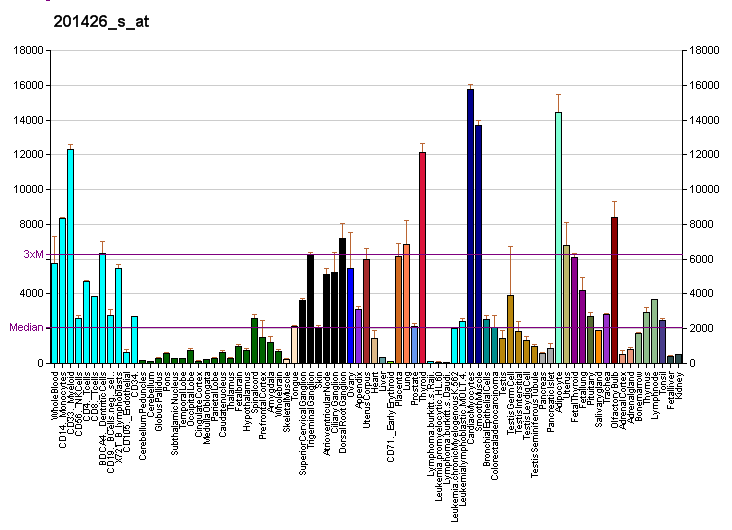
Profil ekspresji genu VIM w komórkach człowieka.